# Teleki Pál-érdemérem (Bethlen Gábor Alapítvány)
A Teleki Pál-érdemérem – 2005-ig Teleki Pál-emlékérem – a Bethlen Gábor Alapítvány kitüntetése. Az érmet Rieger Tibor szobrászművész készítette Teleki Pál születésének 125. évfordulójára. Első alkalommal az alapítvány kuratóriuma 2004 novemberében, a Magyar Tudományos Akadémia dísztermében tartott díjátadó ünnepségén a tudós-államférfi közadakozásból létesített és Balatonbogláron felállított bronz szobra támogatóinak adományozta az elismerést. A következő évben további két személy vehette át a díjat.
2006-tól a magyar örökség elszánt védelmezőit, az értékteremtő munkát, Teleki szolidáris szellemiségét, emberi példáját követőket ismerik el a kitüntetéssel. A Teleki Pál portréját ábrázoló bronzérem hátlapján a „MERJÜNK MAGYAROK LENNI!” felirat olvasható.

## Díjazottak
2004
- Lengyel Nagykövetség (Budapest)
- Külföldi Magyar Cserkészszövetség (USA)
- Dr. Kovács Miklós polgármester (Balatonboglár)
- Szőllősi Ferenc plébános (Balatonboglár)
- Dr. Gyulay Endre szeged-csanádi megyéspüspök (Szeged)
- Nemeskürty István író (Budapest)
- Polish Business Club in Hungary (Budapest)
- Grzegorz Lubczyk volt magyarországi nagykövet (Lengyelország)
- Butty Ferenc öregcserkész (Kanada)
- Magyaródy Szabolcs öregcserkész (Kanada)
- a Magyar Tudományos Akadémia Éremtára
- Shingo Minamizuka egyetemi professzor (Japán)

2005
- Csoóri Sándor költő, a HITEL főszerkesztője (Üröm)
- Görömbei András irodalomtörténész, a HITEL főszerkesztő-helyettese (Debrecen)

2006
- Ács Margit író, irodalomkritikus
- Bíró Zoltán irodalomtörténész, egyetemi oktató
- Fekete Gyula író, könyvszerkesztő
- Für Lajos történész, nyugalmazott miniszter, egyetemi tanár
- Dr. Horváth János közgazdász, országgyűlési képviselő
- Király Tibor jogtudós, akadémikus
- Kiss Gy. Csaba művelődéstörténész, egyetemi oktató
- Kiss Dénes költő, a Trianon Társaság elnöke
- Kubassek János földrajztudós, akadémikus
- Márton János közgazdász, a Bethlen Alapítvány tiszteletbeli elnöke
- Mezey Katalin költő, könyvkiadó
- Nagy Gáspár költő, szerkesztő, a Bethlen Alapítvány titkára
- Németh Ágnes tanár, könyvszerkesztő
- Sára Sándor filmrendező, operatőr
- Török Bálint történész, közíró
- Zelnik József művelődéspolitikus
- Püski Kiadó Kft. (Budapest)
- Teleki Pál Egyesület (Gödöllő)
- Csapó Endre, az ausztráliai Magyar Élet főszerkesztője (Sydney)
- Dr. Czettler Antal történész (Svájc)
- Dömötör Gábor cserkészvezető, Teleki Pál cserkészhagyományának éltetője (USA)
- Dulka Andor tanár, a bánsági szórványmagyarok képviselője (Ürményháza, Szerbia)
- FÓRUM Kisebbségkutató Intézet, a Felföld magyar tudományos központja (Somorja, Szlovákia)
- Gábor Róbert szociáldemokrata politikus, a Peyer Párt alapító tagja (USA)
- De Gerando Teleki Judit, a Teleki család tagja, a francia-magyar kapcsolatápoló (Franciaország)
- id. Klement Kornél közíró, 1956-os forradalmi tanács tagja, emigráns, öregcserkész (Németország)
- Kormos László, a HUNSOR és a HUNSOR-Hírfutár moderátora (Svédország)
- Kunckelné Fényes Ildikó, a LAMOSZSZ elnöke, venezuelai magyar vezető (Venezuela)
- Dr. Ludányi András egyetemi tanár, kisebbségkutató, a szórványmagyarság hírvivője (USA)
- Nagy Zoltán Mihály író, az Együtt folyóirat főszerkesztője, irodalomszervező (Kárpátalja)
- Szabó Zsolt, a Művelődés című lap főszerkesztője, művelődésszervező, egyetemi oktató (Kolozsvár, Erdély)
- Sylvester Lajos író, szerkesztő, a Teleki-szobor hírvivője (Sepsiszentgyörgy, Székelyföld)
- Dr. Tőkés István református teológus, egyháztörténész (Kolozsvár, Erdély)
- Vértesaljai László római katolikus pap
- Piotr Górecki, a lengyel TV munkatársa (Varsó)

2007
- a 95 éves Magyar Cserkészmozgalom (Külföldi Magyar Cserkészszövetség, a Magyar Cserkészszövetség, a Kárpátaljai Magyar Cserkészszövetség, a Romániai Magyar Cserkészszövetség, a Szlovákiai Magyar Cserkészszövetség, és a Vajdasági Magyar Cserkészszövetség képviselőinek)

2008
- Keszi Kovács László, néprajzkutató
- Ágh István, költő
- Makovecz Imre építész
- Dr. Papp Lajos szívsebész
- Teleki Júlia délvidéki képviselő és író
- Illyés Mária művészettörténész, a Bethlen Gábor Alapítvány kurátora
- Dr. Vekerdi László tudománytörténész, a Bethlen Gábor Alapítvány egyik alapító-kurátora

2009
- Ifj. dr. Béres József okleveles vegyész
- Balassa Zoltán helytörténész (Kassa)
- Nagy András grafikus
- Lezsák Sándor író, politikus

2010
- Pogány Erzsébet alapító-igazgató, Felvidék Ma (Somorja, Felvidék)
- Hornyik Miklós közíró, (Délvidék)
- Eötvös József Collegium

2011
- Szarvas Gábor Nyelvművelő Egyesület, Ada
- Cservenka Judit rádiós újságíró, szerkesztő
- Dr. Csirpák Lilly mint "Lilli"[2] nyelvtanár,tolmács, a Teleki Pál Emlékbizottság tagja
- Dr. Mészáros István oktatástörténész
- Péterffy László szobrászművész
- Dr. Ujváry Gábor történész, hungarológus

2012
- Döbrentei Kornél költő, a Hitel szerkesztője, a Magyar Művészeti Akadémia tagja
- Hábel György MÁV mérnök-főtanácsos, a felvidéki magyarság patrónusa
- Mózsi Ferenc író, a Magyar Szellemi Védegylet alapítója, a Százak Tanácsa tagja
- Szabó András előadóművész, a Bethlen Gábor Alapítvány és az Eötvös Collegium Baráti Köre tagja
- Udvardy Frigyes közgazda, a romániai magyar történeti kronológia létrehozója

2013
- Bartók Csaba felvidéki filmalkotó, televíziós stúdióvezető és tudósító (Szepsi)
- Szidiropulosz Archimédesz, a Trianon Kutatóintézet alapító igazgatója
- Kiss Melitta, a Magyar Örökség és Európa Egyesület titkára
- Szöllősi Antal, az Északi Magyar Archívum létrehozója és tulajdonosa (Stockholm)
- Barabás László, a Marosvásárhelyi Kántor Tanítóképző igazgatója
- Kátó Sándor és Bene Zoltán, a dél-alföldi amatőr népszínház alapítói és éltetői

2014
- Bánhegyi Ferenc iskolaigazgató, tankönyvíró
- Dr. Kisida Elek főorvos, a Százak Tanácsának aktív tagja
- Medvigy Endre jogász végzettségű irodalomtörténész, közíró és szerkesztő
- Mátyus Aliz író, lapszerkesztő, az Eötvös Collegium Baráti Kör tevékeny tagja
- Lánchíd Rádió
- Roman Kowalski lengyel nagykövet

2015
- Bedő György, a Kairosz Könyvkiadó alapítója, tulajdonosa, vezetője, Budapest
- Bogyay Elemér közgazdász, Torontó
- Kovács Gergelyné dr. Szabó Irén, történész-muzeológus, Budapest
- Lakó Józsefné Hegyi Éva régész-muzeológus, Zilah
- Papp Endre irodalomtörténész, a Hitel felelős szerkesztője
- Dr. Petrik Béla irodalomtörténész, jogász, a Bethlen Gábor Alapítvány kurátora

2016
- Dr. Fekete Gyula közgazdász, a Magyarok Világszövetsége korábbi képviselője, a Százak Tanácsának tagja
- J. Király István, az egykori Magyar Felsőoktatás főszerkesztője
- Szanyi Mária néprajzkutató, nyugalmazott tanár, a Kincskeresők mozgalom szervezője (Felvidék)
- Szalai Attila polonista, egykori diplomata, közíró
- Szeredi Pál újkortörténész, a népi mozgalom és jeles képviselőinek kutatója, közíró

2017
- Dr. Horváth Béla, a Kölcsey Kör alapítója, egykori országgyűlési képviselő
- Molnár Pál közíró, a Vasárnapi Újság egykori főszerkesztője, a Balassi-kultusz éltetője
- Mika Sándor Egyesület, az Eötvös Collégium Történész Műhelye volt tagjainak szövetsége
- Rákóczi Szövetség, a felvidéki magyarok hazai érdekképviselője és támogató szervezete
- Széchenyi Kör (München), a külhoni magyarok 40 éve működő egyesülete; közéleti fóruma
- Török Máté és a Misztrál együttes

2018
- a Magyar Patrióták Közössége
- Bata János költő, publicista, délvidéki Aracs című lap főszerkesztője
- Hoffmann Rózsa tanár, országgyűlési képviselő
- Dr. Horváth László, a felvidéki magyarokat évtizedek óta támogató orvos
- Zabolai Csekme Éva egykori ENSZ-tisztviselő, magyar érdekképviselő
- Jerzy Snopek budapesti lengyel nagykövet, hungarológus

2019
- Vasy Géza irodalomtörténész, a Magyar Írószövetség volt elnöke
- Szőcs Zoltán író, irodalomtörténész
- a Magyar Szemle folyóirat szerkesztősége
- Kékessy házaspár
- Menyhárt József, az MKP elnöke

2020
- Beke István és Szőcs Zoltán, jogtalanul elítélt székely fiatalok
- Grezsa István orvos, miniszteri biztos
- Gyurácz Ferenc író, a Vasi Szemle főszerkesztője
- az Ismerős Arcok zenekar
- Kassai Lajos, lovasíjász, hagyományőrző

2021
- Egyed Emese költő, irodalomtörténész, egyetemi tanár
- Horváth Attila alkotmánybíró, jogtörténész, egyetemi tanár
- az IKON Egyesület
- Szajkó Gábor közösségszervező
- Tereza Worowska lengyel műfordító

2022
- Gábor Csilla akadémikus, a Szociális Testvérek Társasága tagja
- Messik Miklós a Magyar Emlékekért a Világban Egyesület elnöke
- Muzsnay Árpád tanár, művelődésszervező